# Arruela (heráldica)

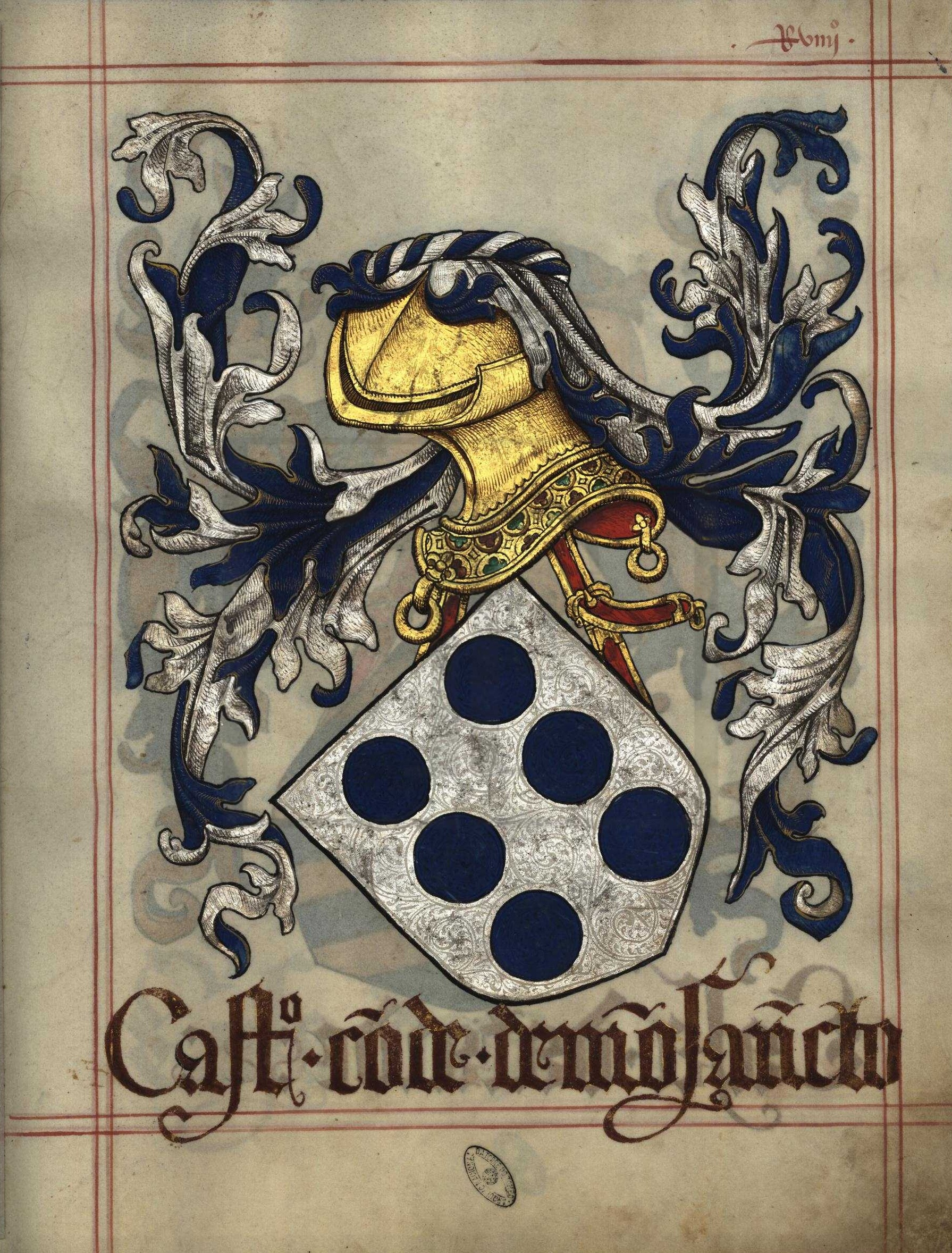
Armas da família Castro (condes de Monsanto), segundo o Livro do Armeiro-Mor, cuja descrição é campo de prata, seis arruelas de azul

Uma arruela constitui, no âmbito da heráldica, uma peça diminuta, circular, de cor e nunca de metal. Alguns heraldistas referem-se a esta peça como rodela, tortão ou tortáo, os dois últimos termos derivados do francês tourteau.
Uma peça semelhante à arruela mas de metal é denominada "besante". Uma peça da mesma forma mas partida, cortada, fendida ou talhada é denominada "arruela-besante" ou "besante-arruela" se o primeiro esmalte for, respetivamente, cor ou metal.
Uma arruela ou besante de grande dimensão, igual a dois terços da largura do escudo, que figura como peça principal do brasão, é designada "círculo".

## Termos para as arruelas e besantes
Na heráldica de alguns países são dados nomes específicos a cada arruela ou besante, consoante o seu esmalte. Estes nomes têm origem no francês antigo e são por exemplo usados na heráldica dos países de língua inglesa, que seguem a antigas tradições heráldicas francesas.
|                                           | Metais                               | Metais                              | Cores              | Cores                                                      | Cores               | Cores                             | Cores                        | Cores                | Cores                                    |
| ----------------------------------------- | ------------------------------------ | ----------------------------------- | ------------------ | ---------------------------------------------------------- | ------------------- | --------------------------------- | ---------------------------- | -------------------- | ---------------------------------------- |
| Esmalte                                   | Ouro                                 | Prata                               | Vermelho           | Azul                                                       | Negro               | Verde                             | Púrpura                      | Alaranjado           | Sanguíneo                                |
| Nome em inglês heráldico                  | Bezant                               | Plate                               | Torteau            | Hurt                                                       | Pellet              | Pomme                             | Golpe                        | Orange               | Guze                                     |
| Representação                             | A circle of gold                     | A circle of silver                  | A circle of red    | A circle of blue                                           | A circle of black   | A circle of green                 | A circle of purple           | A circle of orange   | A circle of blood red                    |
| Origem e significado na heráldica inglesa | "Besante" (moeda de ouro) em francês | "Placa" (disco metálico) em francês | "Tarte" em francês | Azure em francês ou "murtinheira" (hurtleberry) em inglês' | "Pelota" em francês | "Maçã" (também "pômo") em francês | "Golpe" (ferida) em espanhol | "Laranja" em francês | Derivado de göz, "olho" em turco otomano |

Na heráldica francesa existia contudo um sistema alternativo de designação das arruelas conforme a sua cor. Assim, uma arruela de vermelho era chamada guse, uma de azul é heurte, uma de negro é ogoesse, uma de verde pode ser somme, volet ou pomme e uma de púrpura é gulpe.
Na heráldica alemã, a arruela é genericamente referida como Kugel (bola). Um besante de prata pode também ser referido como Ball e um de ouro como Bille.
Em outras tradições heráldicas, como a portuguesa, não são usados nomes específicos, sendo apenas usados os termos "arruela" e "besante" com os respetivos esmaltes especificados. Este é curiosamente também o caso da moderna heráldica francesa, que da mesma maneira geralmente apenas usa os termos torteau (arruela) e bezant (besante).

## Brasonamento de arruelas e besantes
Abaixo e na imagem ao lado, apresentam-se algumas das possíveis disposições e respetivo brasonamento de arruelas, besantes, arruelas-besantes e besantes-arruelas:
1. Campo de azul, besante de ouro;
2. Campo de vermelho, besante de prata em chefe;
3. Campo de ouro, três arruelas de vermelho;
4. Campo de prata, três arruelas de azul em banda;
5. Campo de ouro, cruz firmada de azul, quatro arruelas acantonadas de negro;
6. Campo de prata, duas arruelas de verde em pala;
7. Campo de ouro, três arruelas de púrpura em roquete;
8. Campo de negro, um besante-arruela partido de ouro e verde no ponto de honra;
9. Campo de ouro, uma arruela-besante partido de azul e prata;
10. Campo fendido de verde e ouro, um besante de prata brocante.[4]

## Fonte heráldica

Fonte heráldica

A fonte heráldica poderá ser considerada um exemplo especial de arruela, ordenada como uma arruela ondada de azul e prata. Distingue-se da fonte naturalista, esta constituindo uma representação naturalista de um fontanário ou chafariz, normalmente constituído por uma bacia encimada por outra bacia mais pequena de onde saem jorros de água. Por defeito, o uso simples do termo "fonte" refere-se a uma fonte heráldica na tradição heráldica de língua inglesa, mas refere-se a uma fonte naturalista na maioria das restantes tradições heráldicas, incluindo a de língua portuguesa. 
Sendo constituída por metal e cor em partes iguais, a fonte heráldica pode carregar tanto um campo de metal como um de cor, não infringindo assim a lei heráldica.

## Semeado de arruelas ou besantes
Nas suas primeiras representações heráldicas, as arruelas e besantes eram frequentemente representadas sob a forma de um semeado, ou seja eram representadas espalhadas sobre o campo ou uma peça do escudo em número indeterminado. Não sendo brasonado, o número preciso e a posição das arruelas e besantes nas representações gráficas do brasão são deixados ao critério do artista.
O semeado de arruelas tem a designação específica de "arruelado", enquanto que o semeado de besantes se designa "abesantado" ou "besantado". Os termos "arruelado" e "abesantado"/"besantado" podem ser também usados para se referir a um campo ou peça do escudo carregada de um número específico, respetivamente, de arruelas e besantes, neste caso tendo que se indicar esse número.